# نهائي كأس إسبانيا 1971
نهائي كأس إسبانيا 1971 وسُمي آنذاك نهائي كأس القائد العام هو النهائي رقم 69 في إطار بطولة كأس إسبانيا ، جمعت المباراة النهائية ناديّ برشلونة ونادي فالنسيا بتاريخ 4 يوليو 1971 في ملعب سانتياغو برنابيو بمدينة مدريد عاصمة إسبانيا وتمكن نادي برشلونة من تحقيق البطولة بعد الفوز بنتيجة 4-3 بعد أن أمتدت المباراة إلى شوطيّن إضافيين بعد انتهاء الوقت الأصلي بالتعادل 2-2 .

## التفاصيل
| برشلونة                                                                           | 4–3 | نادي فالنسيا                                                                              |
| --------------------------------------------------------------------------------- | --- | ----------------------------------------------------------------------------------------- |
| جوسيب فوستي 51' · بيدرو زابالزا 71' 100' · ألفونسيدا 113' · المدرب · فيك بوكنغهام |     | خوسيه كارمونت 21'(بلنتي) · فرانشيسكو 48' · روبن فالديس 102' · المدرب · ألفريدو دي ستيفانو |